# Emily Brontë
Emily Jane Brontë, född 30 juli 1818 i Thornton, West Yorkshire, död 19 december 1848 i Haworth, West Yorkshire, var en brittisk författare, känd för sin enda publicerade roman Svindlande höjder. Den räknas till den klassiska engelska litteraturen och kommer fortfarande under 2000-talet i nya upplagor. Den har blivit föremål för ett flertal dramatiseringar som film, opera och musikal.

## Biografi

### Tidiga år
Emily Jane Brontë var dotter till Maria och Patrick Brontë. Fadern var född på Irland under släktnamnet Brunty men ändrade detta till Brontë under studietiden i Cambridge. Han var författare och hade publicerat både poesi och prosa innan han kom att bosätta sig och verka som anglikansk präst i den lilla byn Haworth i Yorkshire.
Makarna Brontë fick sex barn, varav Emily var näst yngst. Syskonen hette Maria, Elizabeth, Charlotte, Patrick Branwell, och Anne Brontë. Modern Maria Brontë dog i cancer 1821. Hennes ogifta syster Elizabeth Branwell tog över hushållet och blev delaktig i barnens uppfostran. Hon blev kvar i familjen till sin död 1842.

### Skolgång, syskonens världar
Döttrarna Brontë skickades 1824 till en flickskola, Clergy Daughter's school i Cowan Bridge. Maria och Elizabeth insjuknade där och skickades hem. 1825 avled de båda i tuberkulos, 11 och 10 år gamla. De övriga barnen fick flytta hem och bedriva sina studier under faderns och mosterns ledning. Fadern tillämpade en för tiden liberal uppfostran som gav barnen frihet att ströva i naturen på de vidsträckta hedarna och fri tillgång till husets bibliotek. Han undervisade själv i bland annat matematik, historia och geografi. Lärare i teckning och musik besökte prästgården och Emily Brontë skall ha varit en god pianist. Emily Brontë skickades 1835 till en internatskola Roe Head School, Dewsbury där den äldre systern Charlotte var lärare, men återvände hem efter tre månader.
Barnen som var nära varandra i ålder utvecklade en stark social gemenskap och byggde tillsammans upp fantasivärldar på ett sätt som liknar vissa av dagens dataspel, med hjältar och fiender i fiktiva länder och städer. Detta dokumenterades i tusentals sidor varav de som rör landet Angria finns bevarade medan dokumentationen om landet Gondal, som Emily Brontë mest var engagerad i, saknas. Många av Emilys Brontës dikter skulle senare baseras på den här fantasivärlden Hon var också den enda i syskonskaran som återvände till fantasivärlden långt in i vuxen ålder.
Emily Brontës personlighet, som den beskrivits av systern Charlotte, var den av ett original som hellre sökte ensamheten, i naturen eller i hemmets sysslor, än sociala kontakter. Hon negligerade samtidens klädkonventioner och uppfattades av fadern som mest "manlig" av syskonen.

### Vuxenliv, författarskap
Den enda anställning som Emily Brontë hade var som lärare vid Law Hill School under sex månader 1838. Charlotte och Emily Brontë planerade att starta en skola i Haworth och med finansiellt stöd från mostern reste de 1842 till Pension Héger i Bryssel för att förbättra sina språkkunskaper och studera musik. Mostern avled senare samma år och Emily Brontë återvände hem. Snart flyttade även hennes systrar hem.
Charlotte Brontë tog initiativet till att 1846 publicera en del av Emilys dikter tillsammans med dikter av henne själv och systern Anne: Poems by Currer, Ellis and Acton Bell. Diktsamlingen väckte föga uppmärksamhet.
1845 började Emily Brontë skriva på Svindlande höjder. Den utgavs 1847 under manliga pseudonymen Ellis Bell, i en utgåva som även inkluderade hennes syster Annes Agnes Grey. Samtidigt gav hennes båda systrar ut var sin roman med samma efternamn som pseudonymer. Romanen blev ingen omedelbar succé, eftersom den sågs som alltför svartsynt och orealistisk. Den grubblande och råe hjälten Heathcliff väckte avsmak, och hans älskade Catherins revolt mot den viktorianska synen på kvinnlighet sågs inte med blida ögon. De litterära salongerna var dock nyfikna på författarna Bell, varför Charlotte och Anne Brontë reste till London. Emily Brontë behöll sin tillbakadragenhet och övergav inte sin pseudonym, medan systrarna släppte sina.

### Sista år

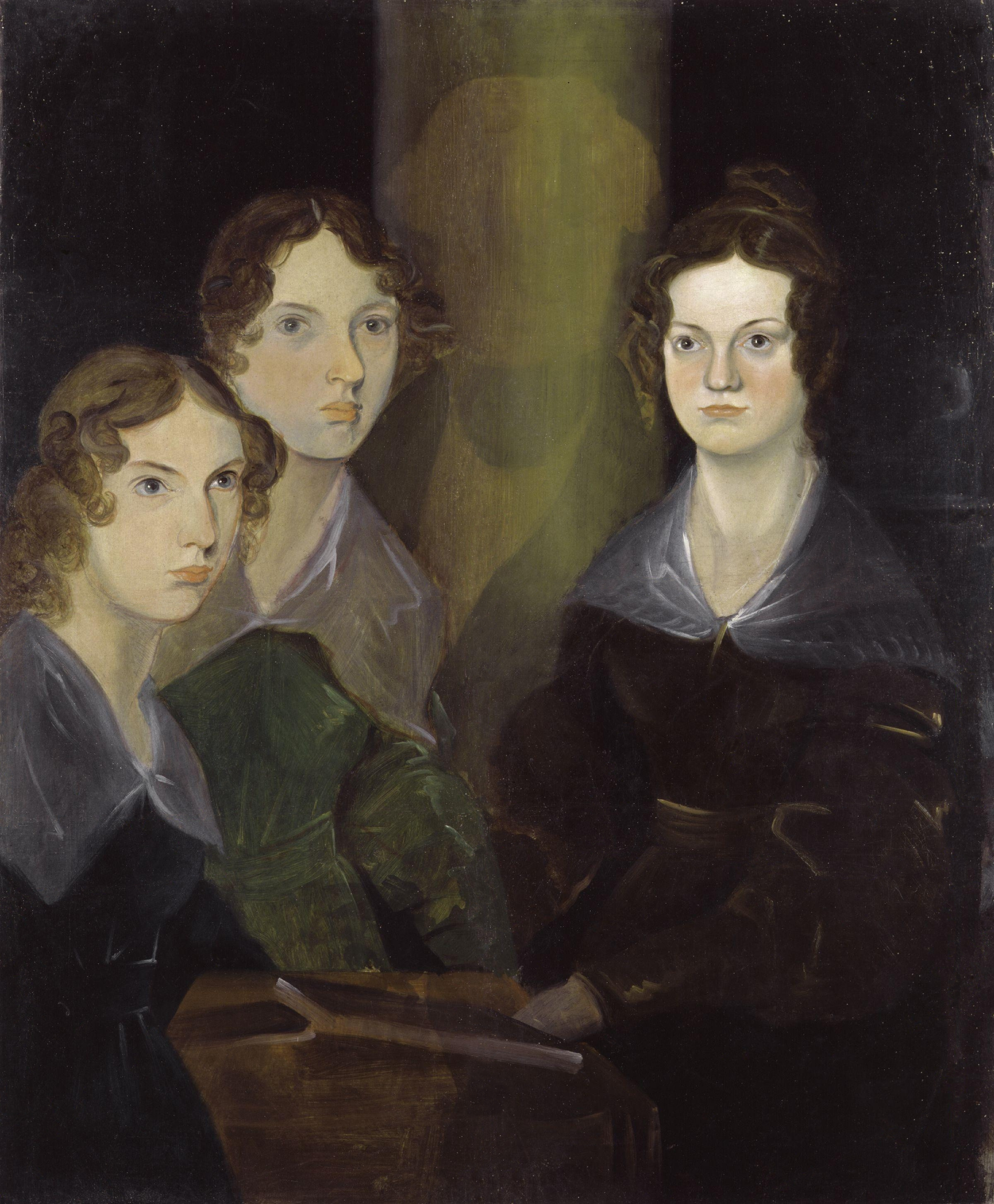
Systrarna Brontë, målade av deras broder, Patrick. Från vänster Anne, Emily, och Charlotte. I originalet fanns även brodern med, men han målade sedan över sig själv.

Brodern Branwell Brontë dog i september 1848, svårt präglad av alkoholism och opiummissbruk. Emily Brontë förkylde sig rejält på hans begravning, vägrade all vård och upprätthöll envist sina hushållsaktiviteter trots sviktande krafter. Grundsjukdomen var sannolikt tuberkulos, som hos de övriga syskonen. Hon vägrade nödvändig vila, eftersom hon måste ta hand om sin älskade hund Keeper.
Den 19 december 1848 dog Emily Brontë, endast 30 år gammal. Året efter dog även systern Anne Brontë i tuberkulos, 29 år gammal. Efter Emilys död författade Charlotte två biografiska förord, till en nyutgåva av Wuthering Heights. Där menade hon att Emily var "stronger than a man, simpler than a child". Och angående romanen ansåg hon att "den är lantlig in i märgen. Den har heden i sig, den är vild och knotig som heden själv."

## Stil och influenser
Brontës skrivande – inte minst Svindlande höjder – räknas numera till den klassiska engelska litteraturen. Boken har återutgivits ett antal gånger, översatts till en mängd språk och blivit filmatiserad (bland annat 2011), opera och musikal. Catherine har kommit att lyftas fram som en feministisk ikon
1978 debuterade den unga brittiska musikartisten Kate Bush via "Wuthering Heights", en omtolkning av Brontës historia. 40 år senare deltog Bush i bygget av ett minnesmärke efter systrarna Brontë i Yorkshire Moors. De fyra stenmonumenten pryddes av specialskrivna stycken av poeterna Carol Ann Duffy och Jackie Kay samt Kate Bush själv.

## Eftermäle
Nedslagskratern Brontë på planeten Merkurius är uppkallad efter henne och flera av hennes syskon.
Dessutom finns den 200 meter vida kratern Brontë på månen, namngiven 1972 av Eugene Cernan and Harrison Schmitt som besökte kratern under sin färd med månbilen.